# Лангер, Андрей Иванович
Андрей Иванович Лангер (2 июня 1876 года, Штремпловиц (нем. Stremplowitz, ныне — Штемпловец (чеш. Štemplovec) в районе Опава в Чехии) — после 1917 года) — русский архитектор.

## Биография

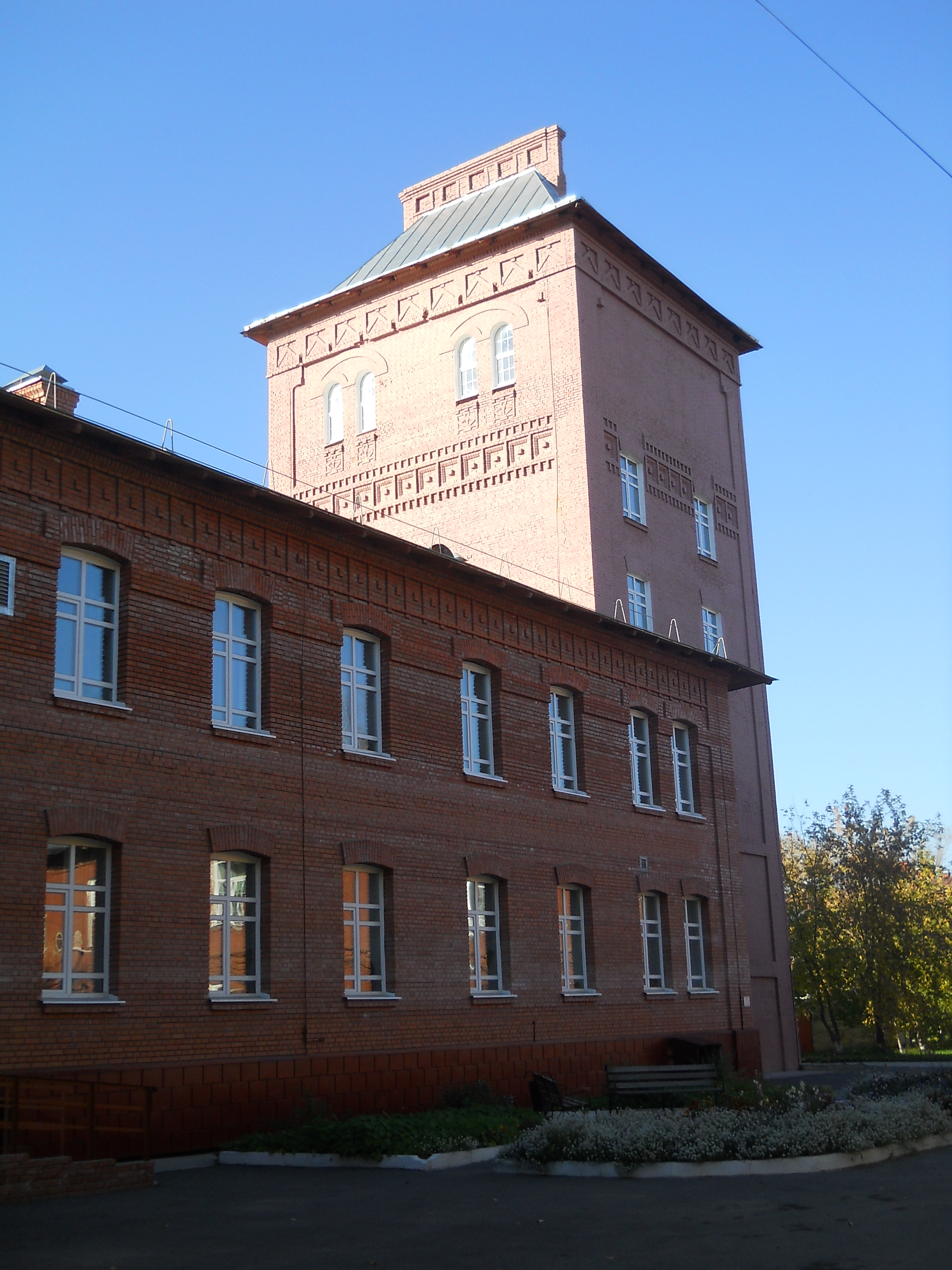
Томская психиатрическая больница

Был назван Генрихом. Вскоре после рождения с семьей родителей переехал в Латвию. В июле 1899 года принял православие и при крещении получил имя Андрей, — в честь Андрея Первозванного.
Окончил Рижский политехнический институт (1904).
С 1906 года жил и работал в Томске. Первые работы в Томске — достройка окружной психиатрической больницы (в Сосновом бору, ныне — Алеутская улица, д. 4), работу принимал лично П. А. Столыпин, в то время (1910) — премьер-министр России.
С 1908 по март 1917 года — губернский архитектор.
Увлекался авиацией, имел собственный самолет модели «Блерио-бис», совершил демонстрационный полет на томском ипподроме.
В 1916 году назначен в Первую Сибирскую инженерно-строительную дружину, отправленную на Кавказский фронт, где был помощником начальника дружины. Служил в Турции, выполнял инженерные работы.
Снимал квартиру в особняке архитектора Хомича (улица Белинского, д.19), жил также в Дроздовском (ныне — Спортивный) переулке, д. 3

## Работы в Томске
- Петропавловский собор (1909—1911)
- Белая мечеть в Томске (1913—1914)
- Солдатская синагога (1907)

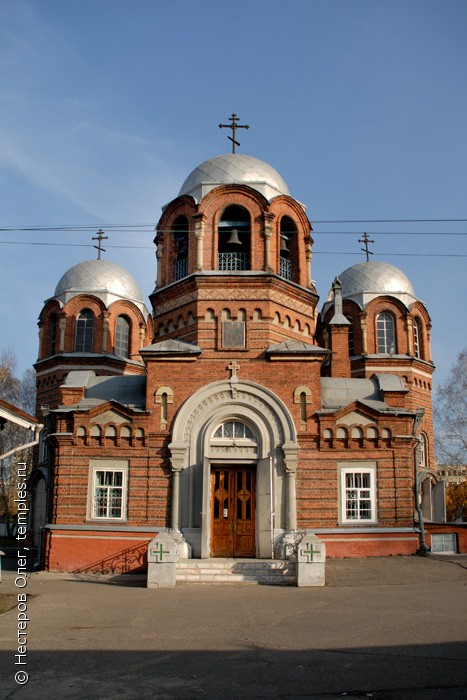
Петропавловский собор

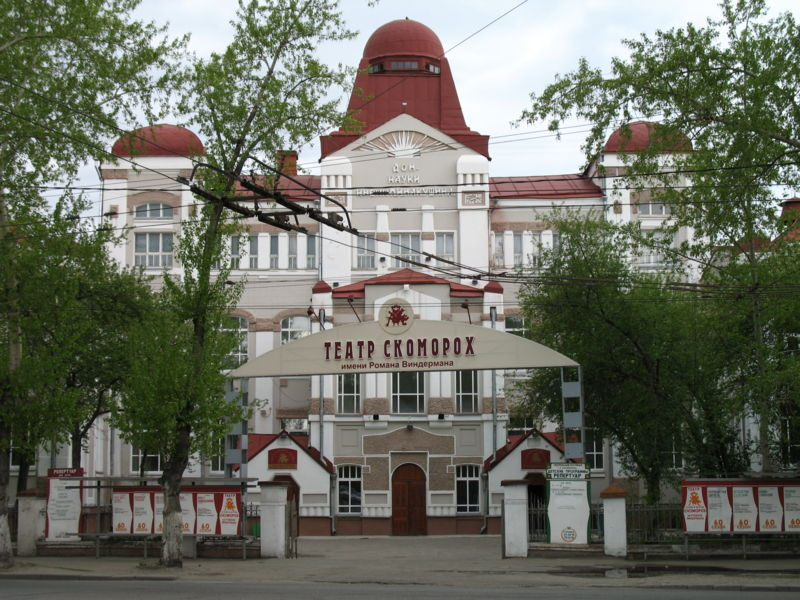
Дом науки

- доходный дом Ф. Деева (1913—1914), переулок Батенькова, д. 3  памятник архитектуры № 7020000000
- доходный дом А. Осипова (1909—1910)
- доходный дом Д. Акулова (1909)
- театр-кинематограф и центральные бани А. Громова (1913—1914)
- Дом науки (1912, совместно с Т. Фишелем)
- фасад книжного дома П. И. Макушина (1913), переулок Батенькова, д. 5  памятник архитектуры № 7020001000
- фасад доходного дома И. Л. Фуксмана (1915)

### Другие работы
Построил церкви в селах Песчаное, Камень, Волчно-Бурлинское; лечебницы в городах Каинске, Колывани, селах Колпашево, Берское, Коробейниково, Ишим, Тисуль.